# 烏什捷克猶太會堂
50°35′02″N 14°20′19″E / 50.58389°N 14.33861°E

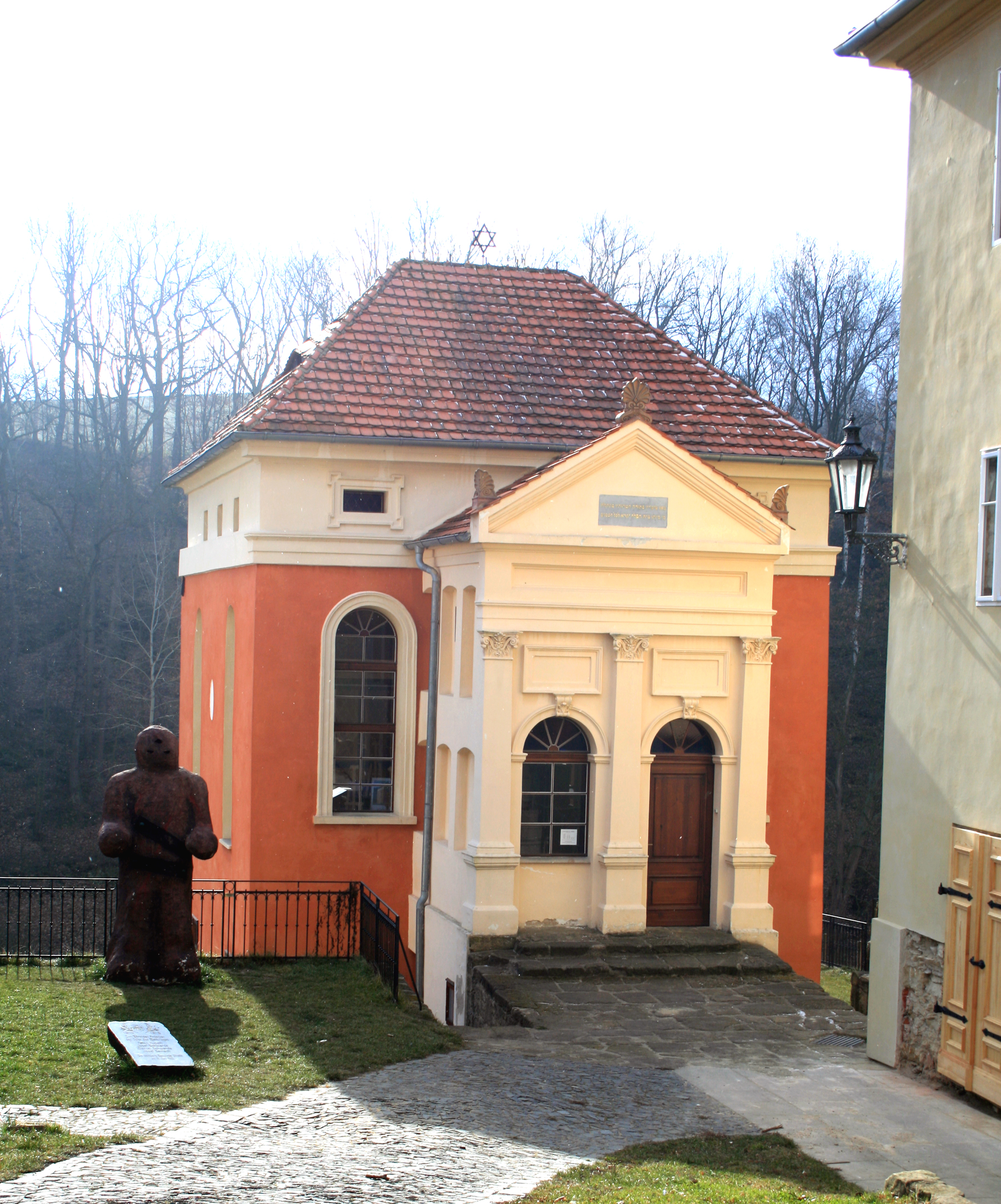

烏什捷克猶太會堂（Úštěk Synagogue）是捷克城市烏什捷克的一座猶太會堂。這座猶太會堂的外觀是巴洛克風格。